# كارلوس فيلاردي
كارلوس فيلاردي (بالإسبانية: Carlos Velarde)‏ مواليد 24 سبتمبر 1990 في ولاية سينالوا، المكسيك، هو ملاكم محترف مكسيكي يصنف ضمن فئة وزن الذبابة.

## إحصائيات
خاض خلال مسيرته 31 نزالا، فاز في 26 وتعادل في 1 وخسر في 4. فاز بالضربة القاضية في 14 نزالا.

## روابط خارجية
- كارلوس فيلاردي على موقع بوكس ريك (الإنجليزية) (registration required)